# Jean Fournier de Varennes
Pour les articles homonymes, voir Jean Fournier, Fournier et Varennes.
Jean Fournier de Varennes, seigneur de Varennes et de Bellevue, est un officier français et un colon de Saint-Domingue où il s'installe sur la côte nord en 1675 et y fonde une dynastie de planteurs dans la culture du sucre.

## Biographie
Jean Fournier de Varennes fait partie des grandes familles de Saint-Malo. Vers 1675, il s'installe près de l'anse du Port-de-Mer, au nord de la ville actuelle du Cap-Français. Capitaine de cavalerie, puis dirigeant du Conseil Supérieur du Cap-Français par commission du 10 juillet 1701, il est fait lieutenant-colonel du régiment de Pardieu-Infanterie en 1713 et décède le 19 mai 1714 au Cap-Français.
Dès le 4 mai 1677, Jacques Neveu de Pouancey, gouverneur de 1676 à 1681, dans une lettre à Colbert, se réjouit du recul de la flibuste avec selon lui un corollaire, la possibilité de développer des plantations de sucre dans les établissements français de Saint-Domingue. Cependant, la Glorieuse Révolution britannique de 1688 et la Guerre de la Ligue d'Augsbourg relancent la guerre avec les Anglais, retardant d'autant le développement de la culture du sucre.
Jean Fournier de Varennes commanda un détachement lors de la prise de Carthagène par les flibustiers en 1697, appelée Expédition de Carthagène (1697). Il a légué une sucrerie à chacun de ses six enfants.

## Famille
Jean Fournier de Varennes était le fils de François Fournier, seigneur de Varennes et La Picardière et Catherine de Malleret, fille d’Antoine de Malleret, seigneur de Boismarmin. L'un de ses huit enfants, Charles Fournier de la Chapelle, né le 24 février 1714, qui a épousé à Ouanaminthe en 1740 Marie Louise Dureau, devint procureur général auprès de la Cour du Cap-Français et mena l'enquête sur les poisons de Saint-Domingue, rédigeant un rapport sur la pratique du Vaudou dénonçant des pratiques satanistes selon lui. 
Une autre des huit enfants, Pierre Fournier de Varennes (1709-1755), également capitaine de cavalerie, s'installe à Limonade, à Saint-Domingue, où la famille, qui maintient par ailleurs sa présence à Saint-Malo, réussit à développer les plantations: son fils Jacques Fournier de Varennes, appelé aussi Jean-Jacques, possède rapidement trois sucreries, et épouse en 1738 Anne-Marie Bourdas, de Saint-Malo, où seront éduqués leurs enfants. Il est salué pour avoir réussi à rendre fertiles des terres salines et arides, et détient une magnifique demeure, sur une propriété de deux millions de pieds carrés, où il cultive l'arbre à pain, importé de Tahiti, et donne le nom d'autres produits à exotiques à trois villages sur ses terres, Rocou, Limonade et Limbé. La famille est alors en relation d'affaires et d'amitié avec Pierre-Jacques Meslé de Grandclos, premier armateur et négrier de Saint-Malo.
En 1739 naît l'arrière-petit-fils Jean-Jacques Fournier de Varennes, dit le marquis de Bellevue, qui jouera un rôle important lors de la Révolution française. C'est ce dernier qui, commandant de la milice et membre de chambre d'agriculture du Cap aide Médéric Louis Élie Moreau de Saint-Méry à écrire son Lois et constitutions des colonies françaises de l'Amérique sous le vent.
Il n'a pas de lien familial direct avec Claude Fournier-L'Héritier, autre protagoniste de la Révolution française venu de Saint-Domingue.